# Arrabona EGTC
Az  Arrabona Korlátolt Felelősségű Európai Területi Együttműködési Csoportosulást (angol nevén: Arrabona European Grouping of Territorial Cooperation with Limited Liability, röviden: Arrabona EGTC) két  magyarországi (Győr, Mosonmagyaróvár) és két szlovákiai (Dunaszerdahely, Somorja- Dunajská Streda, Šamorín ) önkormányzat hozta létre. Működési területe a magyarországi Szigetköz és a Mosoni-síkság, a Sokoróalja közvetlenül Győrhöz kapcsolódó része, illetve a szlovákiai Csallóköz és a Mátyusföld nyugati térségének tájegységeiből álló határ-térség.
Az EGTC hivatalos bejegyzésére 2011-ben került sor, s alapvetően a két határ menti térség közös területfejlesztési céljainak elérése érdekében alakult meg.
A csoportosulásra az Európai Parlament és a Tanács 1082/2006/EK rendelete (2006. július 5.) az európai területi együttműködési csoportosulásról (továbbiakban:  Rendelet), a csoportosulást létrehozó Egyezmény, a csoportosulás Alapszabálya, valamint (a Rendelet rendelkezései által nem, vagy csak részben szabályozott kérdésekben) azon állam jogszabályai vonatkoznak, melyben a csoportosulás székhelye található.
A csoportosulás a tagok által az Egyezményben ráruházott feladatokat látja el a Rendelet keretein belül, elsősorban a gazdasági és társadalmi együttműködés megerősítését célzó területekre összpontosítva. Az EGTC jogi személy, a csoportosuláshoz való csatlakozás önkéntes. Tagjai lehetnek az Európai Unió tag-államai, regionális hatóságok, helyi hatóságok, közjogi intézmények, illetve a felsorolt szervezetek által alkotott társulások. Az EGTC mint közösségi eszköz a területi együttműködés mindhárom – határokon átnyúló (cross-border), transznacionális (transnational) és interregionális (interregional) – formája esetében alkalmazható, vagyis ilyen együttműködést megvalósító partnerek is életre hívhatják.

## Az EGTC
Az EGTC angol betűszó, az angol nyelvű elnevezés „European Grouping of Territorial Cooperation” (magyarul: európai területi együttműködési csoportosulás, Magyarországon 2010-től Európai Területi Társulás) rövidítése. Ez az együttműködési forma fontos változásokat hozott a határ menti együttműködések területén. Az EGTC új jogi eszköz az Európai Unió tagállamai, a regionális hatóságok, a helyi hatóságok, a közjogi intézmények, illetve a felsorolt szervezetek által alkotott társulások számára, hogy határon átnyúló, transznacionális vagy régiók közötti együttműködést hozzanak létre más tagállam ugyanezen szereplőivel, és így valósítsák meg közös céljaikat. Az ETE-források (Európai Területi Együttműködés) fogadására a Régiók Bizottsága kezdeményezésére, az Európai Parlament és az Európai Tanács 2006 nyarán elfogadott rendeletével (1082/2006/EK Rendelet az európai területi együttműködési csoportosulásról szóló) teremtette meg az EGTC-k létrehozásának alapjait.

## Tagok
- Alapító tagok:

Győr, Mosonmagyaróvár, Dunaszerdahely (Dunajská Streda), Somorja (Šamorín,)
- Új tagok:

Az Arrabona EGTC alapítása óta már 39 új taggal bővült.
Új tagok: 
- Abda
- Baka
- Bágyogszovát
- Balony
- Béke
- Bőny
- Börcs
- Csilizradvány
- Doborgaz
- Dunakiliti
- Dunaszeg
- Dunaszentpál
- Dunasziget
- Felbár
- Gönyű
- Győrladamér
- Győrság
- Győrújbarát
- Győrújfalu
- Győrzámoly
- Halászi
- Ikrény
- Kimle
- Kisbajcs
- Koroncó
- Kunsziget
- Máriakálnok
- Mecsér
- Mosonszolnok
- Nagybajcs
- Nagybodak
- Nagymegyer
- Nagyszentjános
- Nagyudvarnok
- Pér
- Rábapatona
- Vajka
- Vámosszabadi
- Vének

## Az Arrabona  EGTC tevékenységei
Az Arrabona EGTC fő tevékenysége a gazdasági és társadalmi kohézió megerősítése céljából, a határon átnyúló együttműködések előmozdítása. Az EU társfinanszírozásában a szigetközi és csallóközi térség fejlesztése, területi együttműködésen alapuló, sikeres projektek megvalósításán keresztül.
Ennek érdekében pályázatfigyelés, projektgenerálás, pályázatírás, projektmenedzsment és szakértői szolgáltatás, valamint rendezvényszervezés (tanulmányutak, partnertalálkozók, műhelymunkák, stb.) áll a szervezet tevékenységének fókuszában.